# Le Grand Soir (1976)
Le Grand Soir is een Zwitserse dramafilm uit 1976 onder regie van Francis Reusser. Hij won met deze film de Gouden Luipaard op het filmfestival van Locarno.

## Verhaal
Léon is een bewaker. Hij probeert te infiltreren in een radicaal-linkse beweging.

## Rolverdeling
| Acteur            | Personage    |
| ----------------- | ------------ |
| Niels Arestrup    | Léon         |
| Jacqueline Parent | Léa          |
| Arnold Walter     | Raoul        |
| François Berthet  | René         |
| Roland Sassi      | Politieagent |
| Marina Bucher     | Marina       |
| Jacques Roman     | Félix        |